# Phodilus badius
La lechuza cornuda, lechuza cornuda oriental, lechuza baya indonesia o lechuza baya indonesa (Phodilus badius) es una especie de ave estrigiforme de la familia Tytonidae que se distribuye por el sureste asiático. Tiene una cara en forma de corazón con extensiones pronunciadas parecidas a orejas.

## Subespecies
Se reconocen las siguientes subespecies:
- Phodilus badius arixuthus Oberholser, 1932
- Phodilus badius assimilis Hume, 1877
- Phodilus badius badius (Horsfield, 1821)
- Phodilus badius parvus Chasen, 1937
- Phodilus badius ripleyi Hussain & Reza Khan, 1978
- Phodilus badius saturatus Robinson, 1927